# Coppa Continentale 2007-2008 (hockey su pista)
La Coppa Continentale 2007-2008 è stata la 27ª edizione (la decima con la denominazione Coppa Continentale) dell'omonima competizione europea di hockey su pista. Alla manifestazione hanno partecipato gli spagnoli del Barcellona, vincitori della CERH Champions League 2006-2007, e i connazionali del Vilanova, vincitori della Coppa CERS 2006-2007. 
A conquistare il trofeo è stato il Barcellona al quattordicesimo successo nella sua storia.

## Squadre partecipanti
| Club       | Qualificazione                        | Partecipazioni precedenti (il grassetto indica la vittoria)                                                                                              |
| ---------- | ------------------------------------- | --- |
| Barcellona | Detentore della CERH Champions League | 1980-1981, 1981-1982, 1982-1983, 1983-1984, 1984-1985, 1985-1986, 1987-1988, 1997-1998, 2000-2001, 2002-2003, 2002-2003, 2004-2005, 2005-2006, 2006-2007 |
| Vilanova   | Detentore della Coppa CERS            | Esordiente |

## Risultati
| Dinan 29 settembre 2007 | Barcellona | 5 – 0 | Vilanova | Salle Némée |